# Смарткарта
Смарткарта – наричана също чип карта или карта на ИС – (на английски: smart card, chip card, integrated circuit card) е физическо електронно устройство за удостоверяване предназначено за контрол на достъпа до даден ресурс. Обикновено е пластмасова, с размер на кредитна карта и съдържа вграден чип. Много смарткарти имат видими метални контакти за връзка с вградения чип и се наричат контактни. Други са безконтактни или комбинирани. Смарткартите служат за удостоверяване на самоличност, автентикация, съхранение на данни и за работа с приложения. Приложенията им могат да бъдат идентификация, финансови трансакции, обществен транспорт, компютърна сигурност, достъп до училища и здравеопазване. Смарткартите предоставят сигурна автентикация в организациите и могат да са за еднократна или многократна употреба. Множество държави използват различни смарткарти сред населението.

## Характеристики
Смарткартата
- има размери на кредитна карта. ID-1 на ISO 7810 стандарт ги определя като 85.60 × 53.98 mm.[3]
- съдържа система за сигурност. Например картата може да има холограма, за да се защити срещу подправка и фалшифициране.
- данните от картата се прехвърлят към централизирана система чрез устройства за четене на карти като банкомат и други.

## История
Смарткартата е изобретена от германския ракетен учен Хелмут Грьотруп и неговия колега Юрген Детлоф през 1968; патентът е окончателно одобрен през 1982. За първи път смарткарти се използват масово във Франция през 1983 за плащане на телефонни разговори.
Чип картите получават широко разпространение през 90-те с навлизането на GSM мобилни телефони, в които се използват SIM карти.

## Контактни смарткарти
Контактните смарткарти имат малък чип с размери около 1 cm в диаметър от едната страна. Когато се постави в четец, чипът прави контакт с електрическите конектори, които четат и записват информация.
Стандартите ISO 7816 и ISO 7810 определят:
- физическите размери
- позицията и размерите на електрическите конектори
- електрическите характеристики
- комуникационните протоколи
- форматът на командите, пращани към картата и отговора на картата
- функционалността

Смарткартата не съдържа батерия; източникът на електричество е картовият четец (на английски: Card reader).
Смарткартите може да осигурят силна автентикация за сигурност чрез еднократно вписване (single sign on) за големи организации. Смарткартата може да има следните общи характеристики: ▪ размери подобни на тези на кредитна карта ID-1 от стандарт ISO/IEC 7810, който дефинира тези карти с номинални размери 85.60 х 53.98 мм.
Друг популярен размер е ID-000, който има номинални стойности 25 х 15 мм (обикновено ползван за SIM карти). И двата вида карти са с дебелина 0.76 мм; ▪ съдържа устойчива на разрушаване система за сигурност (напр. защитен криптопроцесор или защитна файлова система) и предоставя услуги за сигурност (като напр. защита на информацията в паметта); ▪ управлява се от система за администриране, със защитен обмен на информация и възможности за настройка параметрите на картата, контрол на вписване в черен списък и актуализация на данни за приложения; ▪ комуникира с външни услуги с помощта на устройства за четене на карти, като четец на билети, банкомати, четец за електронни данни (DIP reader) и др.

### SIM карта
SIM картата е частен случай на контактна смарткарта, предназначена за мобилни телефони. Към 2015 се произвеждат, 10.5 милиарда чипа (интегрални схеми), от които 5.44 милиарда SIM карти.

## Безонтактни смарткарти
Безконтактните смарткарти са обикновено с размерите на кредитна карта. Те имат вграден чип, в който са записани идентификационни данни (а понякога може и да обработва и съхранява данни) и картата може да комуникира с компютърен терминал чрез радиочестотна идентификация, например от вида NFC. Има приложения като транспортни документи, банкови карти и др.

### RFID карта
RFID картата е безконтактна карта, която използва радиочестотна идентификация за пренос на данни. Тя съдържа интегриран чип и антена, която позволява безжичното четене и записване на информацията, съхранена на нея, от специално уреди, наречени RFID четци.
RFID карти се използват в различни области като идентификация на достъп, системи за управление на инвентара, плащания, логистика и други. Те могат да бъдат вграждани във форма на кредитни карти, бейджове за достъп, етикети за стоки и др.
Тъй като данните могат да бъдат четени безконтактно, е важно да се осигури подходяща защита на личната информация, съхранена на RFID карти, за да се предотврати неоторизиран достъп или кражба на данни.

## Комуникационни протоколи
| Име  | Описание                                                          |
| ---- | ----------------------------------------------------------------- |
| T=0  | Протокол за пренос на данни на ниво байт                          |
| T=1  | Протокол за пренос на данни на ниво блок                          |
| T=CL | Протокол за пренос на данни през безконтактен интерфейс ISO 14443 |

## Криптографски смарткарти
Най-модерните смарткарти включват в себе си специализиран криптографски хардуер, който позволява да се използват алгоритми като RSA и DSA. Съвременните криптографски смарткарти също така позволяват да се генерира двойка секретни ключове на самата карта.
Такива смарткарти се използват основно за електронен подпис и сигурна идентификация.
Често включват и възможност за генериране на псевдослучайни числа.